# Антисенсові РНК

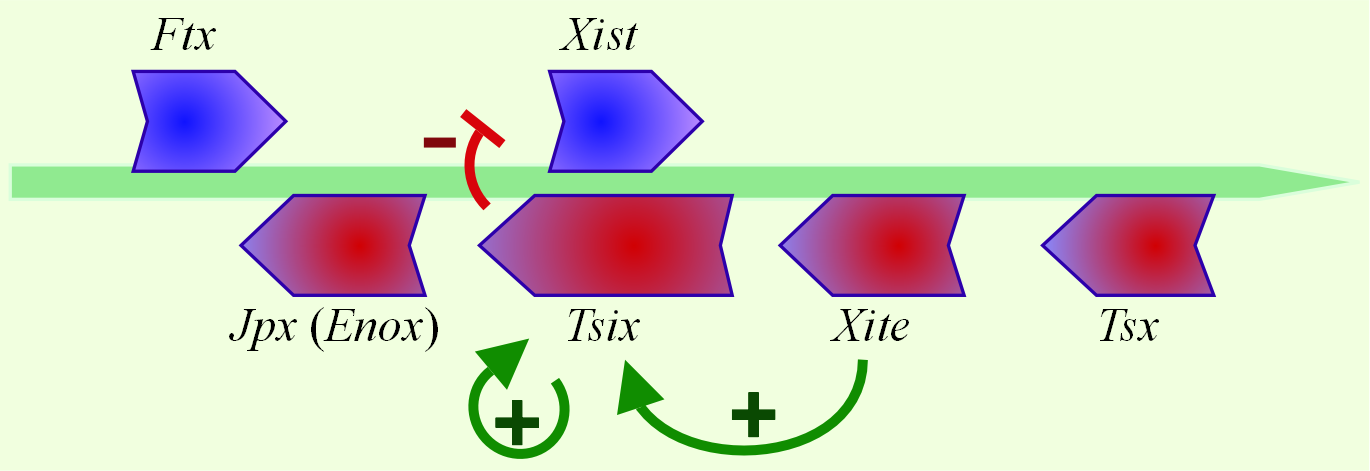
Схематичне зображення центру інактивації X-хромосоми у мишей, в межах якого закодовані гени нкРНК Xist, та антисенсовий йому Tsix.

Антисенс РНК (асРНК, антизмістовна РНК, asRNA, англ. antisense RNA) – це широкий клас РНК, що транскрибуються з протилежного, комплементарного ланцюга ДНК від того, з якого синтезуються РНК, що кодують гени (змістовні або сенс РНК). Оскільки гени можуть кодувати послідовність мРНК, що буде потім використана для синтезу білка (трансляції) але існують і такі гени, що кодують нкРНК, нуклеотидна послідовність яких не буде безпосередньо переведена у амінокислотну послідовність білку, то обидва – сенсовий і антисенсовий – транскрипти, що синтезуються з одного локусу, можуть бути некодуючими РНК. В такому випадку нкРНК, що була вперше описана і функції якої були встановлені, називається сенсовою, а комплементарна їй – асРНК (найвідоміший приклад – Xist та Tsix: довгі нкРНК, що виконують специфічні функції при інактивації X-хромосоми).
Частина асРНК синтезуються з того самого локусу, що і сенсові РНК, частково або повністю перекриваючи ділянки ДНК в яких вони закодовані – це так звані цис-транскрипти і вони повністю комплементарні зі сенсовими РНК в тій ділянці, де є перекривання. Є ще транс-закодовані РНК – вони формуються з іншого локусу і можуть бути лише частково комплементарними сенсовим РНК.

## Історія відкриття
Антисенсові транскрипти були знайдені у прокаріотів більше ніж 40 років тому. Вперше синтез сенсової та антисенсової РНК були показані для гену cro вірусу бактеріофага лямбда (фаг λ) на початку 70х років 20 сторіччя. Автори зробили припущення що такий дво-направлений синтез РНК може грати регуляторні ролі у вірусі фага λ і можливо комплементарне з'єднання РНК буде зменшувати рівень мРНК гену cro, що й призводить до лізогенії в період інфекції. І лише через 10 років, на початку 80х, було показано що у бактерії Escherichia coli асРНК контролює дозрівання праймеру плазміди ColE1 для реплікації ДНК. Пізніше асРНК були відкриті для багатьох прокаріотів, для яких антисенсові РНК виконують широкий набір функцій: транспозиції (переміщення частин ДНК, транспозонів), реплікація плазмід, кон'югація, експресія генів бактерій, часовий контроль розвитку бактеріофагів.
Пізніше асРНК були знайдені і у еукаріотів. У 1981 році вперше була представлена транскрипція з двох ланцюгів ДНК людської та мишиної мітохондріальної ДНК. Мітохондріальна ДНК дуже "економна" – ділянки між сусідніми генами мають невелику кількість некодуючих нуклеотидів і наявні транскрипти, що синтезуються в сенсовому і антисенсовому напрямках. У 1986 році було показано асРНК для ядерної ДНК у плодової мухи Drosophila.